# 金峰寺
金峰寺，位于山西省晋城市高平市南城街道城南社区小西沟村西约1公里的西山东麓，是中华人民共和国山西省文物保护单位之一。

## 建筑
金峰寺前后四进院落，包括中轴线上的山门、天王殿、大雄宝殿、三圣殿、观音殿，以及两侧的耳殿、配殿等。

## 保护
1996年1月12日，授予山西省文物保护单位，是一座古建筑及历史纪念建筑物。